# Concepción (Wenezuela)
Concepción – miasto w północno-zachodniej Wenezueli w stanie Zulia, położone nad Jeziorem Maracaibo. W 2011 roku liczyło 34 184 mieszkańców.

## Opis
Miasto zostało założone w 1717 roku. W mieście znajduje się Sale Królestwa Świadków Jehowy, kościół chrześcijan baptystów i kościół katolicki Niepokalanego Poczęcia Najświętszej Maryi Panny.

## Baza hotelowa
- Hotel Romano[2]